# Virgin Galactic
Virgin Galactic je družba za komercialne vesoljske polete. Bazirana je v ZDA, lastnik pa je Richard Bransonova Virgin Group. Ustavljena je bila leta 2004, ponujala naj bi podorbitalne vesoljske polete, pionir na področju vesoljskega turizma. Poleg tega se podjetje ukvarja s podorbitalnimi izstrelitvami v znanstevene namene in orbitalnimi izstrelitvami manjših satelitov. V prihodnosti bodo verjetno izvajali tudi orbitalne lete s človeško posadko. 
Plovilo SpaceShipTwo naj bi doseglo višino 110 km, Karmanovo linijo, ki naj bi bila meja med atmosfero in vesoljem. Pri tem bi doseglo hitrost okrog 4 000 km/h. Breztežnost naj bi trajala šest minut. Cel polet bi trajal dve uri.
Več kot 400 ljudi naj bi rezerviralo polete s ceno $200.000 na osebo, za rezervacijo je potrebno plačati $20.000 depozit. Potem so ceno dvignili na $250.000 v maju 2013, do avgusta 2013 je bilo 640 rezervacij, med njimi Tom Hanks in Stephen Hawking.

## Delovanje
Koncept obsega dve vozili. Nosilno letalo (ang. MotherShip) White Knight Two je reaktivno letalo z dvema trupoma. V sredini je nameščeno plovilo SpaceShipTwo, ki ima prostor za šest potnikov in dva pilota. 
Nosilno letalo nese orbitalno plovilo SpaceShipTwo na izstrelitveno višino okrog 16 000 metrov, kjer se ločita. SpaceShipTwo vžge raketne motorje RocketMotorTwo in doseže nadzvočno hitrost v osmih sekundah. Po 70 sekundah se motor ustavi in plovilo nadaljuje do najvišje višine. 
RocketMotorTwo je hibridni raketni motor s potiskom 60 000 funtov (270 kN). Da se spreminjati moč med letom. Gorivo je dušikov oksid N2O in HTPB (ang hydroxyl-terminated polybutadiene)